# Ambia schistochaeta
Ambia schistochaeta là một loài bướm đêm trong họ Crambidae.